# Грибова Рудня (станція)
Грибова Рудня — проміжна залізнична станція 4-го класу Київської дирекції Південно-західної залізниці на лінії Чернігів — Гомель між станціями Горностаївка (10 км) та Голубичі (22 км).
Розташована в Ріпкинському районі Чернігівської області. На станції базується Папернянський кар'єр скляних пісків.
Поблизу станції, за 500–1000 м на схід біля села Олешня, розташовані Голубі озера, відомі своєю блакитною водою. Складаються з 4 озер. Озера стали досить популярним місцем відпочинку у чернігівців і місцевих жителів. Прозора блакитна вода приваблює не тільки їх, але й мешканців Білорусі і, навіть, Російської Федерації.

## Пасажирське сполучення
На станції зупиняються приміські поїзди до станцій Чернігів та Горностаївка.Під час війни рух поїздів було скасовано.